# Bêtes blondes
Bêtes blondes è un film del 2018 diretto da Maxime Matray e Alexia Walther.

## Trama
Ex star di una sitcom degli anni '90, Fabien è vittima di perdite di memoria da quando Corinne, sua partner sullo schermo, è morta in un incidente stradale, forse causato dallo stesso Fabien. Un giorno incontra Yoni, giovane militare gay che gira con la testa del suo uomo, e per entrambi è forse giunto il momento per affrontare i problemi che si portano appresso da tempo.

## Riconoscimenti
- 2018 - Entrevues Film Festival
  - Gérard Frot-Coutaz Award
- 2018 - Mostra internazionale d'arte cinematografica
  - Premio del Pubblico - Circolo del Cinema di Verona
  - Nomination Miglior film - Settimana Internazionale della Critica